# Vektor Z-88

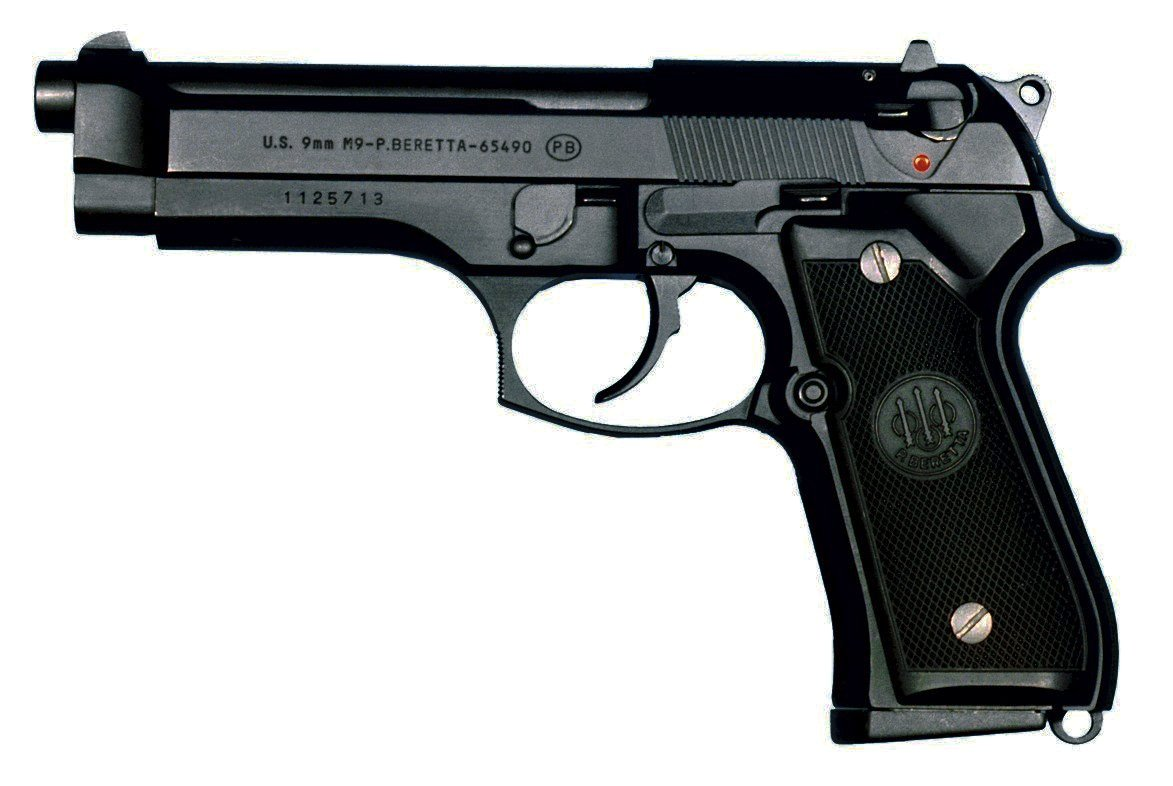
Le Beretta 92 en finition bronzée dont le Z88 est un clone.

Le pistolet Vektor Z-88 est une copie sud-africaine du Beretta 92F.
Il est en service dans les police et forces armées sud-africaines.

## Présentation
Il est fabriqué depuis 1988 par LEW/Vektor à Pretoria. Il est en service dans les Forces armées sud-africaines. Il diffère seulement du Beretta M9 par la forme de son chien à bec mais cette caractéristique singulière a disparu sur les modèles produits depuis les années 2000.

## Diffusion commerciale
Il est exporté depuis les années 1990 en Europe et en Amérique du Nord grâce à l'officialisation de la licence de production avec Beretta.

## Culture populaire
Il apparaît dans quelques romans d'Andy McNab et de Deon Meyer (auteur de polar sud-africain). Il est aussi visible dans les films Mercenary (avec Steven Seagal) et Sécurité rapprochée (mettant en scène Denzel Washington et Ryan Reynolds) tournés en Afrique du Sud.

## Données techniques
- Munition : 9mm Parabellum
- Fonctionnement : double action
- Longueur totale/du canon : 22 cm/12,5 cm
- Masse à vide/du pistolet chargé : 980 g/1 280 g
- Capacité : 15 coups